# マランガン
マランガン（Malanggan、Malangan）あるいはマラガン（Malagan）は、ニューアイルランド島北部で行われる葬送儀礼およびその中で用いられる彫像を指す語である。本項では両者について触れる。

## 儀礼としてのマランガン
この儀礼は死者の魂を肉体から解放することを目的として行われるもので、過去数ヶ月間や数年前の故人複数名が儀礼の対象となる。しかし儀礼は同時に新成人に対する成人儀礼の性格も帯びている。レス族の場合マランガン儀礼は割礼の後に催され、青年男子に彫像が披露される。儀礼は仮面や衣裳で着飾った者たちによる踊りで盛り上がり、しまいには乱交すら行われる。

## 彫像としてのマランガン

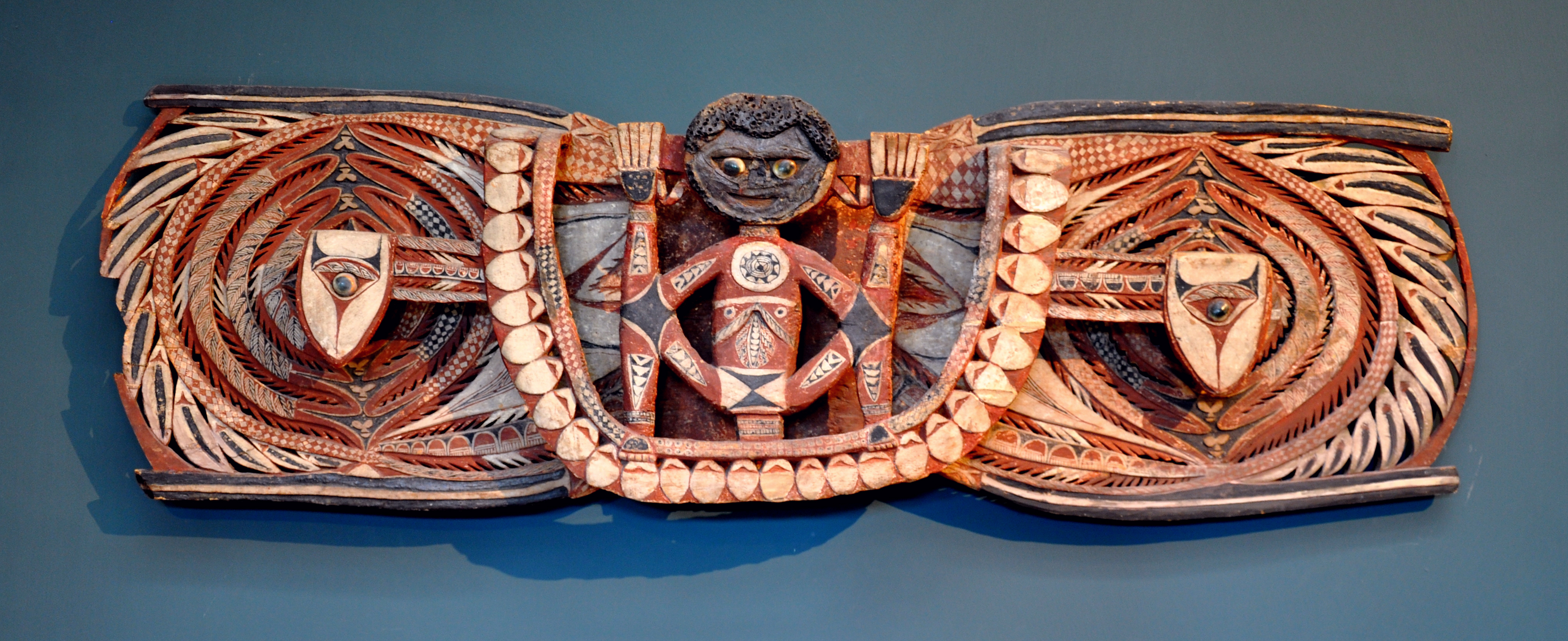
マランガン彫刻の一例（リートベルク美術館所蔵）

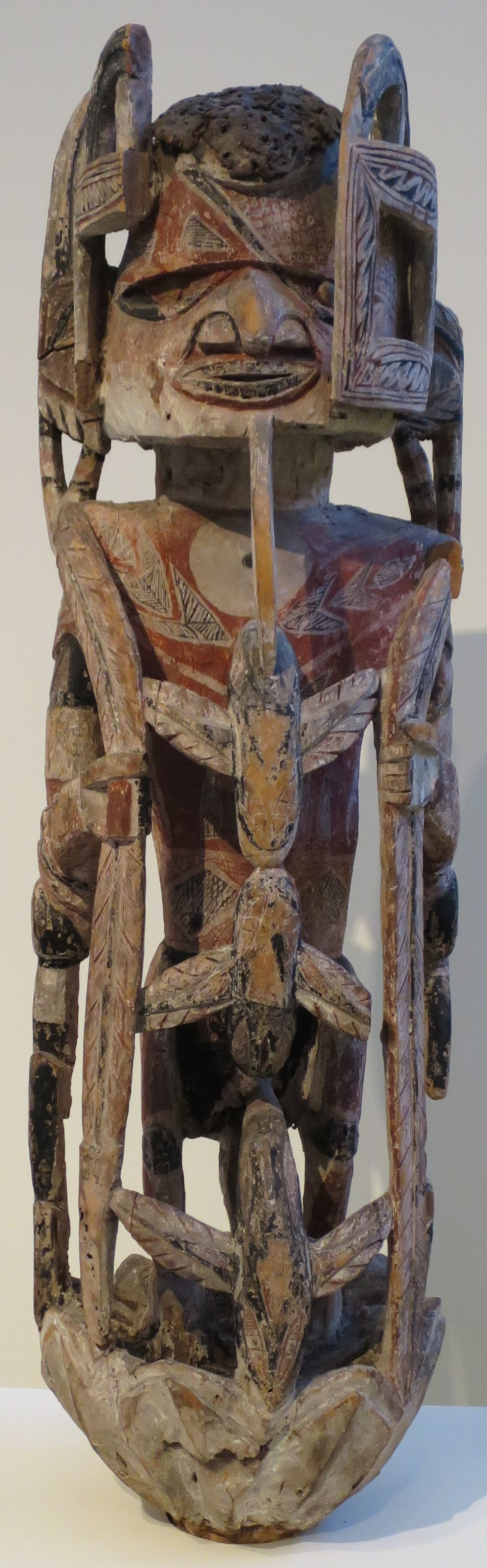
マランガン彫刻の一例（ホノルル美術館所蔵）

儀礼において用いられる彫像や仮面の姿は一見すると多種多様であるが、実は一定の形式に則って製作されている。形式ごとに著作権に類似する性格の権利が設定されており、母系氏族の男性の長老が複数種類の権利を有し、更に同じ氏族の成人男性が製作を行う権利を有する。様式の「所有権」が放棄または譲渡された場合、製作権は失われることとなる。
彫像の製作過程は公開されない。また儀礼の終了後、彫像は壊されるか森に投棄されるのが普通であった。彫像がこの様に廃棄される理由については神聖なものと見做されていないことの表れであるとする解釈もある一方、むしろ霊魂との密接な関係性により生きて日常生活を送る人間に危害が及ぶ恐れがあるためという説明も存在する。しかし芸術的な価値を見出した西洋諸国の収集家などにより、彫像は高値で取引されるようになった。

## 関連書籍
- Groves, William C. (1936). "Secret Beliefs and Practices in New Ireland." In Oceania, vol. 7, no. 2, pp. 220–245.
- Küchler, Susanne (2002). Malanggan: Art, Memory and Sacrifice (Materializing Culture). Berg Publishers. ISBN 9781859736227
- Lincoln, Louise (1987). An Assemblage of Spirits: Idea and Image in New Ireland. New York: George Braziller. ISBN 9780807611876
- Powdermaker, Hortense (1931). "Mortuary Rites in New Ireland." In Oceania, vol. 2, no. 1, pp. 26–43.